# San Francisco 49ers 1951
La stagione 1951 dei San Francisco 49ers è stata la 2ª della franchigia nella National Football League. La squadra scelse come terzo assoluto nel Draft 1951 il quarterback futuro membro della Pro Football Hall of Fame Y.A. Tittle.

## Partite

### Stagione regolare
| Turno | Data  | Trasferta           | Punteggio | Casa                | Record | Pubblico |
| 1     | 30/9  | Cleveland Browns    | 24–10     | San Francisco 49ers | 1–0–0  | 48,263   |
| 2     | 6/10  | San Francisco 49ers | 21–14     | Philadelphia Eagles | 1–1–0  | 23,827   |
| 3     | 14/10 | San Francisco 49ers | 28–24     | Pittsburgh Steelers | 2–1–0  | 27,124   |
| 4     | 21/10 | San Francisco 49ers | 13–7      | Chicago Bears       | 2–2–0  | 42,296   |
| 5     | 28/10 | Los Angeles Rams    | 44–17     | San Francisco 49ers | 3–2–0  | 49,538   |
| 6     | 4/11  | San Francisco 49ers | 23–16     | Los Angeles Rams    | 3–3–0  | 54,346   |
| 7     | 11/11 | New York Yanks      | 19–14     | San Francisco 49ers | 4–3–0  | 25,538   |
| 8     | 18/11 | Chicago Cardinals   | 27–21     | San Francisco 49ers | 4–4–0  | 19,658   |
| 9     | 25/11 | San Francisco 49ers | 10–10     | New York Yanks      | 4–4–1  | 10,184   |
| 10    | 2/12  | San Francisco 49ers | 20–10     | Detroit Lions       | 5–4–1  | 46,467   |
| 11    | 9/12  | Green Bay Packers   | 31–19     | San Francisco 49ers | 6–4–1  | 15,121   |
| 12    | 16/12 | Detroit Lions       | 21–17     | San Francisco 49ers | 7–4–1  | 27,276   |

## Premi individuali
Quattro giocatori di San Francisco furono convocati per il Pro Bowl:
| Giocatore     | Ruolo             |
| ------------- | ----------------- |
| Jim Cason     | Defensive back    |
| Ray Collins   | Defensive lineman |
| Leo Nomellini | Defensive lineman |
| Gordie Soltau | Wide receiver     |